# Keijo Korhonen (homme politique)
Pour les articles homonymes, voir Keijo Korhonen et Korhonen.
Keijo Korhonen (né le 23 février 1934 à Paltamo et mort le 7 juin 2022 à Tucson en Arizona) est un professeur, homme politique et ambassadeur finlandais.

## Biographie
Keijo Korhonen est le ministre des Affaires étrangères de la Finlande entre 1976 et 1977 sous la bannière du Parti du centre. Korhonen a été candidat indépendant lors de l'élection présidentielle de 1994. Il a aussi été professeur d'histoire politique à l'université d'Helsinki et professeur adjoint de science politique à l'université de l'Arizona.
Keijo Korhonen est connu pour être un eurosceptique. Il est l'auteur de plusieurs ouvrages traitant des affaires étrangères et des Nations unies. Par ailleurs, il est éditorialiste pour des journaux et magazines finlandais.

## Prix
- Prix de l'information publique, 1972